# Hermann Hunaeus
Hermann Hunaeus (vollständiger Name Hermann Franz August Ferdinand Hunaeus oder auch Franz August Hermann Ferdinand Hunaeus, * 12. April 1812 in Clausthal; † 5. September 1893 in (Bad) Lauterberg) war ein deutscher Architekt und hannoverscher Baubeamter. Der Geheime Regierungs- und Baurat gilt als einer der frühesten Vertreter das hannoverschen Rundbogenstils und wird der Hannoverschen Architekturschule zugerechnet.

## Leben
Sein Bruder oder Vetter war der Geodät Georg Christian Konrad Hunäus.
Nach dem Architekturstudium in München bei Friedrich von Gärtner wirkte Hunaeus (andere Schreibweise: Hunäus) seit 1835 als Baumeister in Hannover, zuerst seit 1836 als Kriegsbaumeister (im Dienst des Königreichs Hannover), seit 1879/1880 als Geheimer Regierungs- und Baurat. Er entwarf zahlreiche Behörden- und Militärbauten in Hannover, aber auch Privathäuser. 1842 war er Mitbegründer des „Architecten- und Ingenieurvereins zu Hannover“ und unternahm Studienreisen 1843 nach Braunschweig, Böhmen und Süddeutschland und 1852 mit Conrad Wilhelm Hase in die Schweiz und nach Italien, letztere wegen Studien von Hospitalbauten. Mit Hase und Ernst Ebeling gehörte Hunaeus zu den wichtigsten Vertretern des Hannoverschen Rundbogenstils. Seit 1885 lebte er im Ruhestand in Lauterberg (Harz).

## Bauten
- 1835–1837: Assistenz beim Bau der Aula der Georg-August-Universität in Göttingen
- 1838–1879: Königliches Dicasteriengebäude (Regierungsgebäude) in Hannover, Am Archiv / Archivstraße / Calenberger Straße (in vier Bauabschnitten) (heute Niedersächsisches Umweltministerium)[4]
- 1847/1848: Villa für Johann Egestorff junior in Hannover, Ricklinger Straße 3
- 1852–1856: Königliches Militärkrankenhaus in Hannover, Adolfstraße 8 und 9 (begonnen 1846 von Militär-Bauinspektor Ernst Ebeling, ausgeführt von Hunaeus und Louis Stromeyer) (nicht erhalten)
- 1853: Schwurgerichtsgebäude in Hannover, Georgsplatz (nicht erhalten)
- 1854: Wohnhaus für Dr. Hermann Cohen in Hannover (nicht erhalten)
- 1856/1857: Eigenes Wohnhaus in Hannover, Adolfstraße (nicht erhalten)
- 1857–1862: Herrenhaus Neubarenaue (Barenaue bei Bramsche)
- 1859: Militärhospital in Stade
- 1859/1860: Militär-Bekleidungskommission in Hannover, Adolfstraße 8, denkmalgeschützt[5]
- 1861/1862: eigenes Wohnhaus in Hannover, Marienstraße (nicht erhalten)
- ab 1865: Eine Zuschreibung zur Villa Stephanus aus 1870 wird vermutet.[6]
- 1872–1876: Lehrerseminar in Wunstorf (später Gymnasium)
- 1875–1879: Umbau des Welfenschlosses in Hannover (am Welfengarten) zur Technischen Hochschule (heute Universität Hannover)